# V-107に関連する作品の一覧

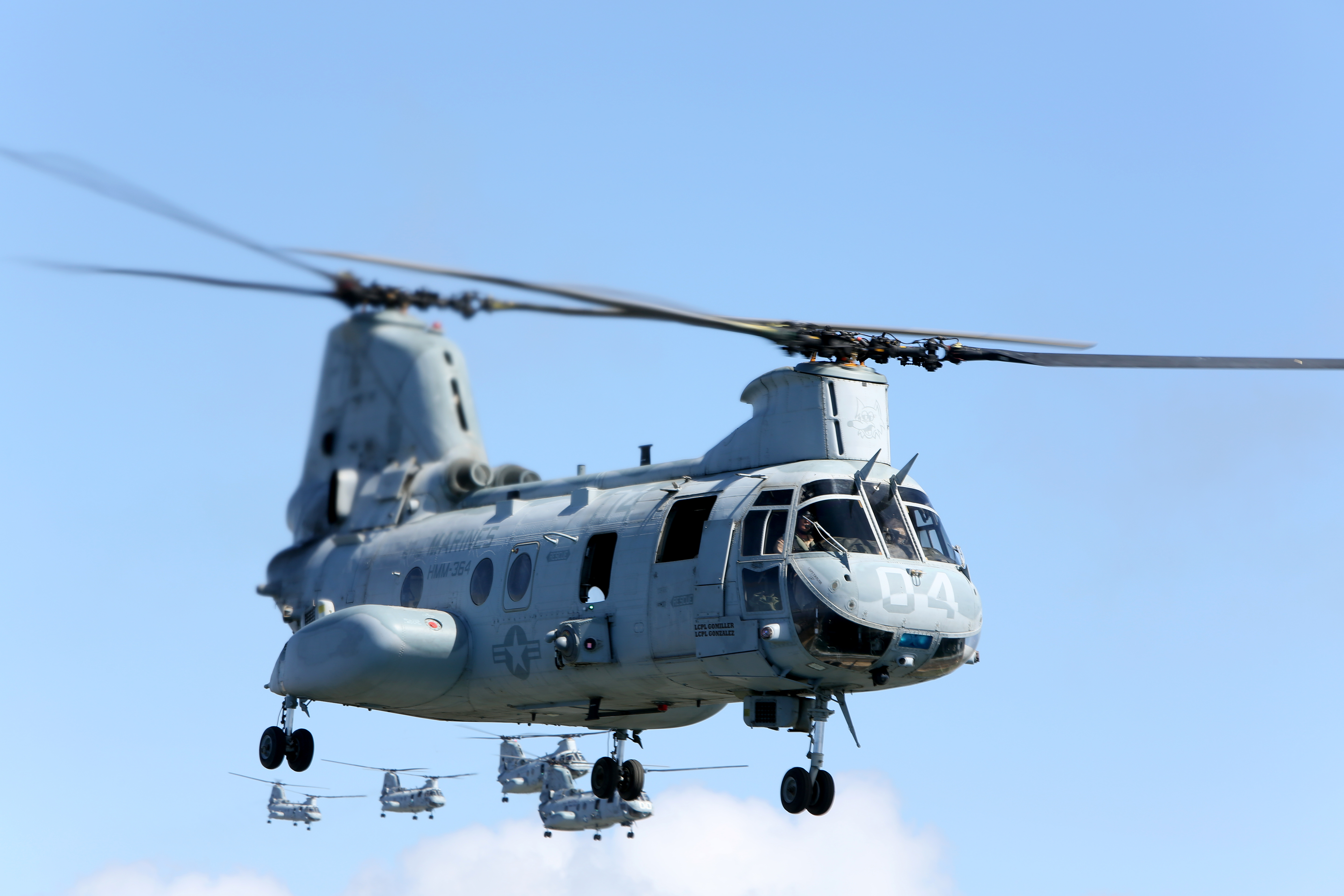
CH-46E シーナイト

V-107に関連する作品の一覧（V-107にかんれんするさくひんのいちらん）は、アメリカ合衆国のボーイング・バートル社が開発したV-107中型輸送ヘリコプターおよびその系列機に関連する作品の一覧である。
V-107は、CH-47 チヌークやV-22 オスプレイに更新されるまで、長きに渡りアメリカ海兵隊や自衛隊などで主力輸送・救難ヘリコプターとして活躍していたこともあり、登場する作品は多い。

## 映画・テレビドラマ

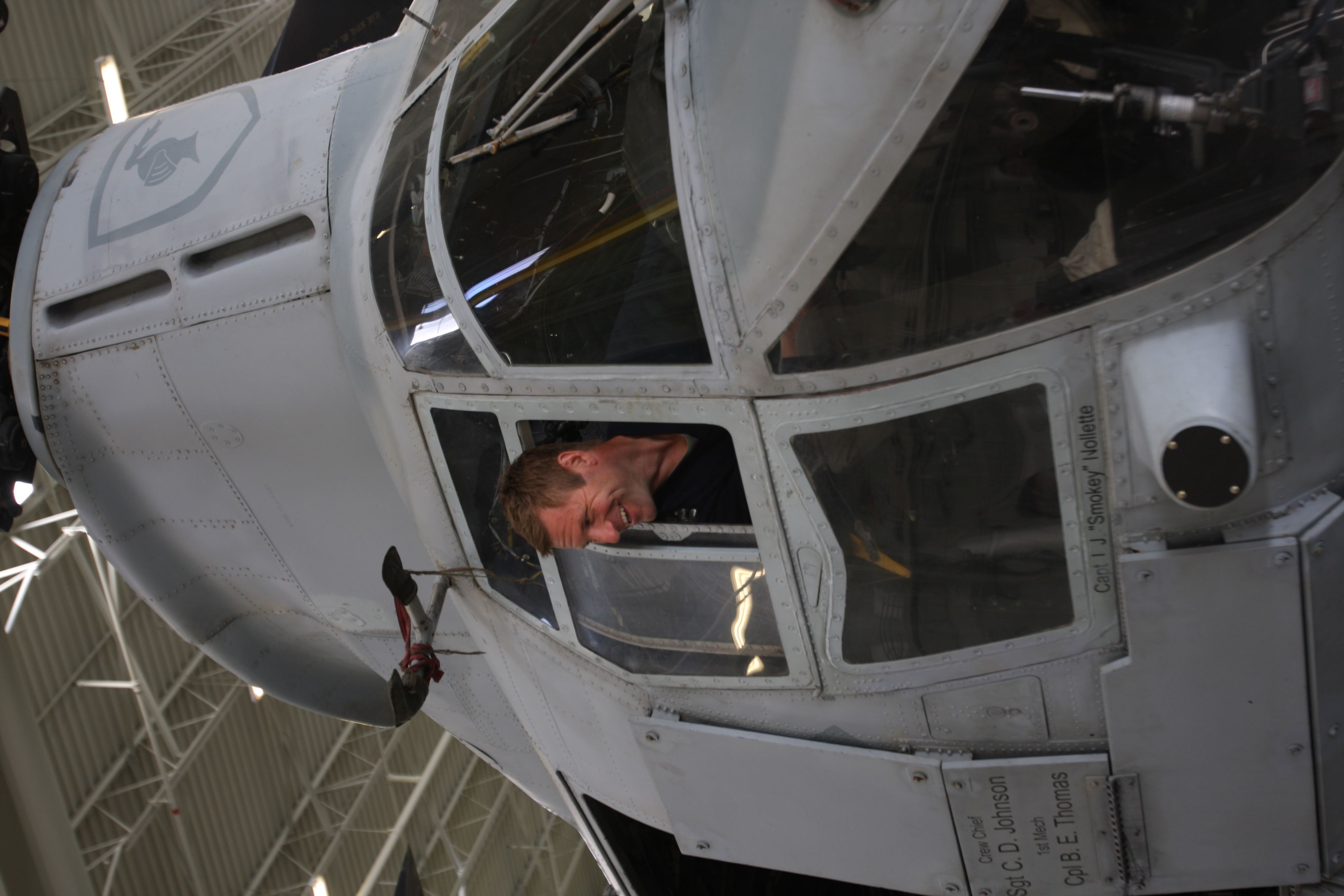
撮影に使われたE型に乗るアーロン・エッカート

『007は二度死ぬ』
大里化学の刺客が乗るトヨタ・クラウンを持ち上げて東京湾に投下する。撮影に用いられたのは川崎重工業の所有機。
『BEST GUY』
航空自衛隊の捜索救難機として登場。
『ウルトラQ』
第5話「ペギラが来た!」に登場する砕氷船「たか丸」の飛行甲板に搭載。
『キングコングの逆襲』
東京に出現したキングコングを上空から監視する。
『皇帝のいない八月』
自衛隊の対ハイジャック部隊を輸送する。
『ゴジラシリーズ』
『キングコング対ゴジラ』
アメリカ軍所属機が氷山から出現したゴジラを発見するほか、陸上自衛隊所属機がキングコングの移送に活躍する。
『モスラ対ゴジラ』
人工雷放電作戦で、帯電ネットを空輸してゴジラに投下する。
『ゴジラ対ヘドラ』
酸素爆弾を搭載してヘドラを攻撃するが、地上側の誘導作戦の邪魔になった上、ヘドラに撃墜される。
『ゴジラ』
陸上自衛隊所属機が、伊豆大島三原山火口の超音波発信施設の建設地点まで物資を空輸する。
『ゴジラvsビオランテ』
伊勢湾でのゴジラ迎撃作戦の部隊移動支援に大挙押し寄せたほか、黒木特佐達を若狭湾近くの対G前線作戦本部に空輸する。
『ゴジラvsメカゴジラ』
Gフォース所属機がベビーゴジラを空輸する。
『首都消失』
朝倉達が厚木基地へ向かう際に航空自衛隊機が登場。物体O（雲）対策にも陸上自衛隊機が出動している。
『世界侵略: ロサンゼルス決戦』
アメリカ海兵隊のCH-46Eが多数登場。昇降扉に機関銃を据えた機体も有。主人公たちを含めた大勢の海兵隊員を、サンタモニカ空港まで輸送する。終盤では、墜落した機体も登場する。
『世界大戦争』
連邦国陣営の空中指揮機として登場。38度線で同盟国側の砲台に対する攻撃を指揮するが、同盟国側の攻撃機に撃墜される。
『宣戦布告』
空挺レンジャー隊がヘリボーンを行う。出撃時の映像はチヌークだが、指揮所のスクリーンでは記録映像のバートルに変わっている。
『空へ-救いの翼 RESCUE WINGS-』
冒頭のシーンで航空自衛隊の航空救難団所属機が登場。学校の校庭に着陸し、急病になった主人公の母親を搬送する。
『妖星ゴラス』
アメリカ軍機が南極での物資輸送に登場。

## 漫画 ・アニメ
『戦国自衛隊』
原作小説と漫画版で、戦国時代にタイムスリップした自衛隊の装備の1つとして登場し、唯一の航空戦力として活躍する。漫画版ではM1919A4機関銃を装備してガンシップ化されている。
『続・戦国自衛隊』
アメリカ海兵隊のE型が登場。ワスプ級強襲揚陸艦「エセックス」に艦載されており、艦とともに戦国時代にタイムスリップし、人員の輸送や航空支援に使用される。
『よみがえる空 -RESCUE WINGS-』
航空自衛隊所属機が、被災した子供のころの主人公の救助に飛来する。
アニメ版では新潟救難隊所属機が、主人公達の応援として地震被害にあった島の学校校庭に着陸している他、本郷の回想に登場する。
『ハヤテのごとく!』
三千院家のプライベートヘリとして登場。グレーの塗装で、胴体横に大きく『三千院』とマーキングされている。機内は実際の機体に比べてかなり広く描写されており、ソファを完備し絨毯が敷かれるなど、豪邸の一室の様になっている。
『ルパン三世 THE FIRST』
ICPO所属機体として登場。機体にはInterPol、02とマーキングされている

## 小説
『海の底』
航空自衛隊所属機が登場。横須賀市に上陸したレガリスの襲撃から周辺住民を避難させるため、CH-47とともに使用される。また、アメリカ海兵隊所属機が、厚木基地に海兵隊を輸送したことが劇中の電子掲示板内で語られている。
『タイムスリップ大戦争』
豊田有恒のSF小説。V-107が国防空軍の機体として登場。日本列島が過去にタイムスリップした中、偵察や人員輸送に使用される。

## ゲーム
『Wargame Red Dragon』
NATO陣営のアメリカ軍デッキ、自衛隊デッキで使用可能なヘリコプターとして登場する。アメリカ軍デッキには「CH-46 PHROG」の名称でM134 ミニガンを搭載した武装型が、自衛隊デッキには「KV-107 SHIRASAGI」の名称で非武装型が、「KV-107」の名称でM134を搭載した武装型が登場する。
『コール オブ デューティシリーズ』
『CoD4』
SASとアメリカ海兵隊のヘリコプターとして登場。
『CoD:MW2』
アメリカ軍とTF141が使用。
『CoD:MW3』
キャンペーン序盤に登場し、主人公たちのゾディアックボートを回収する。